# Quintin Dailey
Quintin "Q" Dailey (Baltimore, Maryland, 22 de enero de 1961-Las Vegas, Nevada, 8 de noviembre de 2010) fue un jugador de baloncesto estadounidense que jugó 10 temporadas en la NBA, además de hacerlo en la CBA. Con 1,90 metros de altura, lo hacía en la posición de base.

## Trayectoria deportiva

### Universidad
Tras haber participado en su época de high school en 1979 en el prestigioso McDonald's All American Game, jugó durante cuatro temporadas con los Dons de la Universidad de San Francisco, en las que promedió 20,5 puntos, 4,8 rebotes y 3,0 asistencias por partido. En su última temporada fue incluido en el primer equipo del All-American.

### Profesional
Fue elegido en la séptima posición del Draft de la NBA de 1982 por Chicago Bulls, donde en su primera temporada promedió 15,1 puntos y 3,7 asistencias por partido, que le valieron para ser incluido en el mejor quinteto de rookies de la temporada. En su segundo año en Chicago pasó a ser el segundo mejor anotador del equipo, por detrás de Orlando Woolridge, promediando 18,2 puntos por partido. Pero al año siguiente, coincidiendo con la llegada de Michael Jordan al equipo, dejó de ser titular, no saliendo en el quinteto inicial en ninguno de los 77 partidos que disputó de la temporada regular. A pesar de ello, sus estadísticas siguieron siendo muy destacadas, siendo el tercer mejor anotador del equipo con 16 puntos por partido.
Al término de la temporada 1985-86, Dailey se convirtió en agente libre, y los Bulls no ejercieron su opción de renovación del contrato. Al verse sin equipo, decidió ir a jugar a los Mississippi Jets de la CBA, pero solo disputó 8 partidos antes de recibir la oferta de Los Angeles Clippers, donde jugó durante 3 temporadas como suplente de Mike Woodson. Cuando acabó su contrato, no fue renovado por los Clippers, firmando antes del comienzo de la temporada 1989-90 por Los Angeles Lakers, quienes sin embargo lo despidieron antes del comienzo de la competición.
No fue hasta enero de 1990 cuando encontró equipo, firmando un contrato por diez días con Seattle Supersonics, quienes en un principio lo prorrogaron hasta final de temporada, y finalmente le ofrecieron dos años más. Las 3 temporadas que permaneció en los Sonics apenas contó para su entrenador, Bernie Bickerstaff, jugando poco más de 10 minutos en los partidos en los que era alineado. Acabó su carrera deportiva en los Yakima Sun Kings de la CBA. En el total de sus 10 temporadas en la NBA promedió 14,1 puntos y 2,3 asistencias por partido.

## Estadísticas de su carrera en la NBA

### Temporada regular
| Temporada | Edad | Equipo               | Liga | P   | TIT | MIN  | TC  | TCA  | %TC  | 3P  | 3PA | %3P  | TL  | TLA | %TL  | R.OF. | R.DEF. | REB | ASIS | ROB | TAP | PER | FP  | PTS  |
| 1982-83   | 22   | Chicago Bulls        | NBA  | 76  | 32  | 27.4 | 6.2 | 13.3 | .466 | 0.1 | 0.3 | .200 | 2.7 | 3.7 | .730 | 1.1   | 2.3    | 3.4 | 3.7  | 0.9 | 0.1 | 2.7 | 3.3 | 15.1 |
| 1983-84   | 23   | Chicago Bulls        | NBA  | 82  | 42  | 29.9 | 7.1 | 15.0 | .474 | 0.0 | 0.4 | .125 | 3.9 | 4.8 | .811 | 0.7   | 2.1    | 2.9 | 3.1  | 1.3 | 0.1 | 2.7 | 2.7 | 18.2 |
| 1984-85   | 24   | Chicago Bulls        | NBA  | 79  | 0   | 26.6 | 6.6 | 14.1 | .473 | 0.1 | 0.4 | .233 | 2.6 | 3.2 | .817 | 0.7   | 1.9    | 2.6 | 2.4  | 0.9 | 0.1 | 1.9 | 2.4 | 16.0 |
| 1985-86   | 25   | Chicago Bulls        | NBA  | 35  | 0   | 20.7 | 5.8 | 13.4 | .432 | 0.0 | 0.2 | .000 | 4.7 | 5.7 | .823 | 0.6   | 1.4    | 1.9 | 1.9  | 0.6 | 0.1 | 1.9 | 2.5 | 16.3 |
| 1986-87   | 26   | Los Angeles Clippers | NBA  | 49  | 5   | 18.9 | 4.1 | 10.0 | .407 | 0.0 | 0.2 | .100 | 2.4 | 3.2 | .768 | 0.7   | 1.0    | 1.7 | 1.6  | 0.9 | 0.2 | 1.4 | 2.3 | 10.6 |
| 1987-88   | 27   | Los Angeles Clippers | NBA  | 67  | 7   | 19.1 | 4.9 | 11.3 | .434 | 0.0 | 0.2 | .167 | 3.6 | 4.7 | .776 | 0.9   | 1.4    | 2.3 | 1.6  | 1.0 | 0.1 | 1.8 | 1.9 | 13.4 |
| 1988-89   | 28   | Los Angeles Clippers | NBA  | 69  | 51  | 25.0 | 6.5 | 14.0 | .465 | 0.0 | 0.1 | .111 | 3.1 | 4.1 | .759 | 1.0   | 2.0    | 3.0 | 2.2  | 1.3 | 0.1 | 1.8 | 2.2 | 16.1 |
| 1989-90   | 29   | Seattle SuperSonics  | NBA  | 30  | 2   | 16.4 | 3.2 | 8.0  | .404 | 0.0 | 0.2 | .200 | 1.7 | 2.2 | .788 | 0.6   | 1.1    | 1.7 | 1.1  | 0.4 | 0.0 | 1.1 | 2.1 | 8.2  |
| 1990-91   | 30   | Seattle SuperSonics  | NBA  | 30  | 0   | 10.0 | 2.4 | 5.2  | .471 | 0.0 | 0.0 | .000 | 1.3 | 2.1 | .613 | 0.4   | 0.7    | 1.1 | 0.5  | 0.2 | 0.0 | 0.6 | 0.8 | 6.1  |
| 1991-92   | 31   | Seattle SuperSonics  | NBA  | 11  | 1   | 8.9  | 0.8 | 3.4  | .243 | 0.0 | 0.1 | .000 | 1.2 | 1.5 | .813 | 0.2   | 0.9    | 1.1 | 0.4  | 0.5 | 0.1 | 0.9 | 0.5 | 2.8  |
| Total     |      |                      | NBA  | 528 | 140 | 23.0 | 5.6 | 12.2 | .454 | 0.0 | 0.3 | .158 | 3.0 | 3.8 | .779 | 0.8   | 1.7    | 2.5 | 2.3  | 0.9 | 0.1 | 1.9 | 2.3 | 14.1 |

### Playoffs
| Temporada | Edad | Equipo        | Liga | P | MIN | TCA | TC | 3PA | 3P | TLA | TL | R.OF. | REB | ASIS | ROB | TAP | PER | FP | PTS | %TC  | %3P  | %FT  | MIN  | PTS  | REB | AST |
| 1984-85   | 24   | Chicago Bulls | NBA  | 4 | 129 | 26  | 62 | 1   | 7  | 8   | 11 | 5     | 13  | 11   | 4   | 0   | 5   | 9  | 61  | .419 | .143 | .727 | 32.3 | 15.3 | 3.3 | 2.8 |
| Total     |      |               | NBA  | 4 | 129 | 26  | 62 | 1   | 7  | 8   | 11 | 5     | 13  | 11   | 4   | 0   | 5   | 9  | 61  | .419 | .143 | .727 | 32.3 | 15.3 | 3.3 | 2.8 |